# Jiří Kolouch
Jiří Kolouch (24. dubna 1932 České Budějovice – 20. října 2019) byl československý hokejový brankář, účastník jednoho mistrovství světa.

## Hráčská kariéra
Jiří Kolouch pocházel ze sportovní rodiny, jeho otec byl fotbalista a hrál levé křídlo v Českých Budějovicích. Dokonce na hřišti bydleli, takže i díky otci trénoval s míčem téměř denně. V rodině panovalo přesvědčení, že bude také hrát fotbal. Dokonce hrál druhou ligu.
Českobudějovický odchovanec, který začal chytat v hokejové bráně na dnešní dobu v pozdějším věku, v dorostu. Od samého začátku se vyznačoval opačným gardem, tj. lapačku měl v pravé ruce a vyrážečku v levé. Již v osmnácti letech se mu podařilo získat jeho první titul, a to v rodných Českých Budějovicích. Následně byl prodán do Karlových Varů, zde vydržel pouze jednu sezónu a putoval na základní vojenskou službu do Bratislavy, kde se ani "neohřál" a byl převelen do Brna, ve kterém začala v roce 1953 jeho úspěšná hokejová kariéru. V dresu Komety získal celkem čtyři tituly a i díky tomu si zachytal za reprezentaci. Mezi jeho nejslavnější zápasy se zařadily utkání na MS v roce 1954 ve švédském Stockholmu.
Za československou reprezentaci odchytal 24 zápasů.